# 連想配列
連想配列（れんそうはいれつ、英語:  associative array）とは、コンピュータプログラミングにおいて、添え字にスカラー数値以外のデータ型(文字列型等)も使用できる配列である。抽象データ型のひとつ。連想リスト、連想コンテナ、辞書（あるいはカタカナでディクショナリ 英語: dictionary）、ハッシュ（英語: hash）、マップ（英語: map）とも呼ばれる。
歴史的には、最初に LISP の連想リストとして広く認知された。その後、SNOBOL で table として、AWK で連想配列として実装したことで、その潜在能力がさらに広く知られるようになった。現在、Rubyなど一部の言語では、添え字にはどのようなデータでも使えるものもある。

## 概要
プログラミングにおける単純な配列は、特定のアドレスからのオフセット（ずれ）をインデックスとして、アドレスとオフセットによって目的の値を得る。これに対し連想配列では、要素とそれを紐付けできるような値（キーと呼ぶ）のペアで表され、キーによって目的の値を求める。辞書やディクショナリという呼び方は、要素を本文、キーを見出しになぞらえたものと言える。ハッシュという呼び名はハッシュテーブルによって実装されることによる。

## データ構造
連想配列の実装に使われるデータ構造としては、主に平衡2分探索木（赤黒木やAVL木など）やハッシュテーブルがある。ほかにはB木や連想リスト、トライ木、基数木などが利用されることもある。純粋な連想配列においてはキーの重複があってはならない。マップ（連想配列）を拡張したマルチマップはキーが重複したデータも上書きせずに保持できるデータ構造である。
連想配列を一般化したデータ構造のひとつにマルチマップ（英語: multimap）があり、一つのキーに対して複数の値を格納することができる。また別の一般化である双方向マップ(英語: bidirectional map、bidimap、double ordered map)はバインディング操作を双方向で行う（キーと値に全単射関係をもたせる）データコンテナである。双方向マップの値それぞれが重複のないキーに関連付けられなければならない。キーを引数に取る通常の連想配列におけるlookup操作の他に値を引数にとるlookup操作が追加され、この操作は引数として与えられた値に関連付けられたキーを検索する。

## よく用意される命令
純粋な連想配列でのキー–値間の参照を束縛（またはバインディングとも）と呼ぶ。「束縛」という語は新たな参照を作る過程に対しても用いられる。
しばしば定義される操作は以下のようなものが挙げられる:
追加・挿入新しいキー–値対を配列に追加し、キーと値の間への新たな参照を生成する。この操作（を行なう関数）の引数はキーとそれに紐付くべき値である。
再配置・置換既存のキー–値対の値を書き換え、キーからの古い参照を新たな値への参照に再生成する。引数は元のキーと新たな値である。
除去・削除キー–値対を配列から削除し、キーから値への参照を消去する。引数は配列から削除するキー。
検索・参照キーに束縛されている値を取り出す。引数はキーであり、キー束縛された値が戻り値となる。紐付いた値が見付からない場合に例外を投げる実装もある。
また、連想配列はここで上げた以外の操作も含む。それは例えばキーの束縛数を特定したりすべてのキーを調べるための反復子を作成したりといったものである。この反復子によって得られる参照の順序はしばしば不定となる。

## 連想配列を標準で提供する主な言語
- AWK — greetings["en"] = "Hello"; greetings["fr"] = "Bonjour"のような形式で宣言し，print greetings["fr"]のように参照する[註 1][4]。
- GNU Bash — declare -A greetings=(["en"]="Hello" ["fr"]="Bonjour")のような形式で宣言し，echo ${greetings["fr"]}のように参照する。[5]
- C++ — 標準ライブラリのクラスstd::mapとして提供されている — std::map<std::string, int, std::less<>> m;。これはハッシュではなく二分木により実装されている。ハッシュを用いた std::unordered_map も提供される — std::unordered_map<std::string, int> um;。
- D言語 — int[string] b;が、文字列をキーとして整数を値とする連想配列bの宣言である。
- ECMAScript (JavaScript) — すべてのObjectが、文字列あるいはシンボルをキーとする連想配列として扱われる。MapとWeakMap型だとキーを任意のオブジェクトにすることができる。
- Go — map[string]intが、文字列をキーとして整数を値とする連想配列の型定義である。
- Interactive Data Language
- korn
- Icon
- Java — Java Platform, Standard Edition標準パッケージのMap, HashMap, TreeMap, LinkedHashMap, Hashtable で提供。その他 Apache Commons Collections などでも提供。
- LISP — 古典的にはキーとデータで構成された cons セル[6]のリスト、たとえば (list (cons 'en "Hello") (cons 'fr "Bonjour"))、を連想配列として利用した（car部をキーにcdr部をデータ、またはその逆）。これを便利に扱うための関数（assoc, rassoc）が提供されている。Common Lispにおいてはハッシュ関数を利用した連想配列が提供されており、make-hash-table関数によってオブジェクトを生成でき、gethash関数ととsetfマクロの組み合わせによってキーと値のペアを操作できる。
- Lua — 表tbl = {en = "Hello", fr = "Bonjour"}として宣言し，print(tbl["idx1"])のように参照する[7]。
- .NET Framework (C#,VB.NET,F#) - System.Collections.Hashtable, System.Collections.Specialized.ListDictionary, System.Collections.Specialized.HybridDictionary, System.Collections.Generic.Dictionaryにて提供。(ただし Dictionary は CLR 2.0 以降)
- PL/SQL — 結合配列 (Oracle Database 9i 以降)
- PHP - 配列と連想配列の区別がない
- Python — 辞書dict = {"en": "Hello", "fr": "Bonjour"}として宣言し，print(dict["idx1"])のように参照する[8]。
- Perl — %ではじまる変数が連想配列だが、個別の要素には$hash{$key}で参照する。同言語で連想配列を（ハッシュ値を使うその実装方法にちなんで）「ハッシュ」と呼び始めたことから、「ハッシュ」が連想配列の別名として定着した。
- REXX
- Ruby — 組み込みのクラス Hash で提供
- Smalltalk
- SNOBOL
- Swift
- Visual Basic — Scripting.Dictionaryで提供
- Visual Basic for Applications — Scripting.Dictionaryで提供[9]

### 註釈
1. ↑  実際にはBEGINアクションの内部などで行なう必要がある。